# St. Anna im Lehel

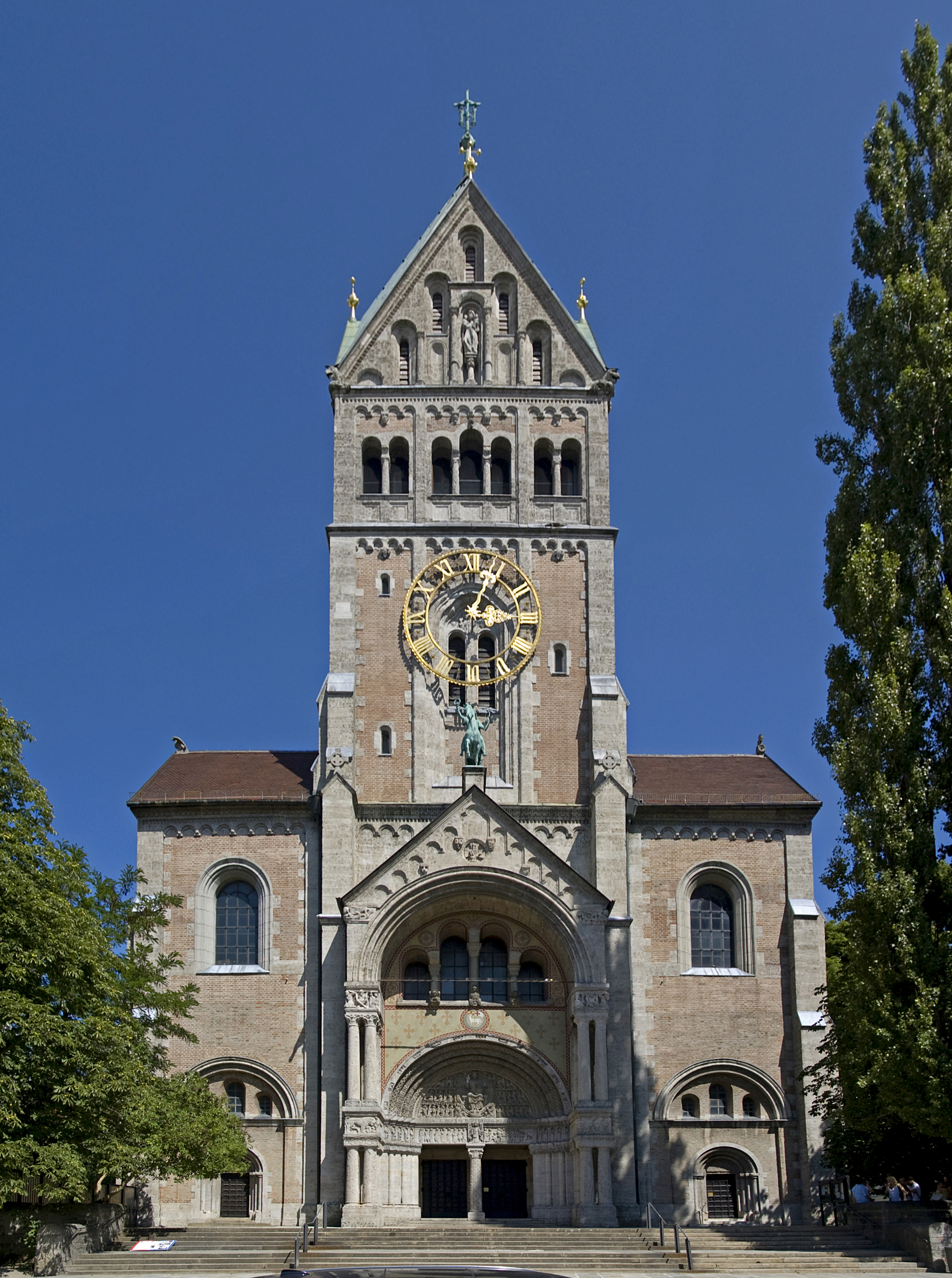
Pfarrkirche St. Anna im Lehel (München), Turmfassade

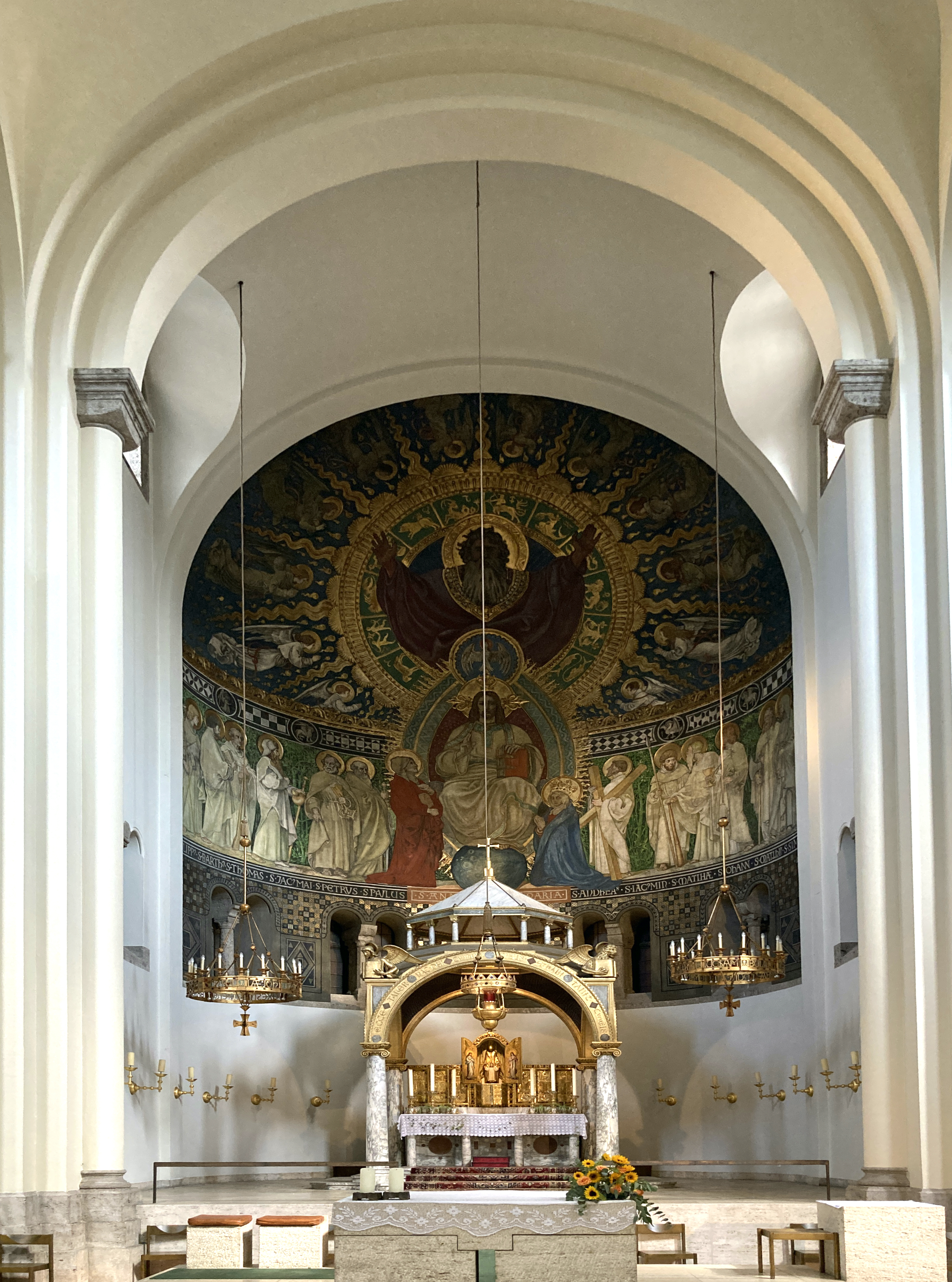
Apsis mit Hochaltar in Form eines Ziboriums von Gabriel von Seidl, Apsisfresko von Rudolf von Seitz aus dem Jahr 1892 mit Darstellung der Heiligsten Dreifaltigkeit, Aposteln sowie Maria und deren Mutter Anna

Die katholische Pfarrkirche St. Anna im Lehel, errichtet 1887–1892 im neuromanischen Stil nach Plänen Gabriel von Seidls, ist die Hauptpfarrkirche des Lehels und gilt als eines der besten Beispiele des Historismus in München.

## Denkmalschutz
Das Kirchengebäude steht unter Denkmalschutz. Es wurde unter dem Aktenzeichen D-1-62-000-6074 in der Denkmalliste des Bayerischen Landesamtes für Denkmalpflege erfasst.

## Lage
Die katholische Pfarrkirche St. Anna im Lehel (St.-Anna-Platz 5) befindet sich auf einer künstlichen Terrasse im Zentrum des Lehel gegenüber der Klosterkirche St. Anna.

## Geschichte
Nachdem sich das Lehel bei wachsender Einwohnerzahl immer mehr zu einem (groß-)bürgerlichen Stadtteil entwickelte, erwies sich ab der Mitte des 19. Jahrhunderts die Klosterkirche St. Anna im Lehel bald als zu klein. Es erwies sich als ein Glücksfall, dass der Platz gegenüber der Klosterkirche St. Anna dem Druckereibesitzer und Förderer von Karl Valentin Franz Erlacher gehörte, der diesen Platz für den Kirchenneubau stiftete. Den beschränkten Münchner Architektenwettbewerb von 1885 für einen Neubau gewann Gabriel von Seidl. Am 30. Oktober 1887 erfolgte die Grundsteinlegung, die Kirche selbst wurde am 22. Oktober 1892 geweiht.
Während des Zweiten Weltkrieges wurde die Pfarrkirche St. Anna im Lehel 1944/45 bei den Luftangriffen insgesamt viermal getroffen. In den Jahren 1954 bis 1955 wurden die Kriegsschäden durch Harald Roth im Wesentlichen behoben. In den Jahren 1971 bis 1972 fand durch Armin Dietrich noch einmal eine Generalsanierung statt. Dabei wurde fast die gesamte neoromanische Ausstattung entfernt, auch wurden die Fresken, die im Querschiff von Carl Johann Becker-Gundahl stammten, mit Ausnahme der Chorapsis weiß übertüncht. Ebenso wurden die Mosaiken überstrichen und die Tondi im Mittelschiff abgeschlagen. In verschiedenen Restaurierungsphasen von 1980 bis 1990 kehrten die noch auffindbaren Ausstattungsstücke wieder in die Pfarrkirche zurück und Mosaike wurden freigelegt. Nach einem Sturmschaden im Oktober 2014 erfolgte eine Komplettsanierung des Turms.

## Programm und Konzeption
Gabriel von Seidl wählte als Baustil einen neoromanischen Stil aus, der sich an die rheinische Romanik insbesondere der Kaiserdome anlehnt. Das hat vor allem auch politische Gründe. Nach der Gründung des Deutschen Reiches 1871 sah man in der Romanik einen Baustil, der die Treue zum dynastischen Kaisertum betont und zugleich eine Kontinuität zum römisch-deutschen Kaisertum des Mittelalters konstruiert. Dementsprechend ist es nicht verwunderlich, dass der Grundriss eine weitgehende Übereinstimmung mit dem Grundriss der Kirche St. Michael in Hildesheim (1010–1035) aufweist.

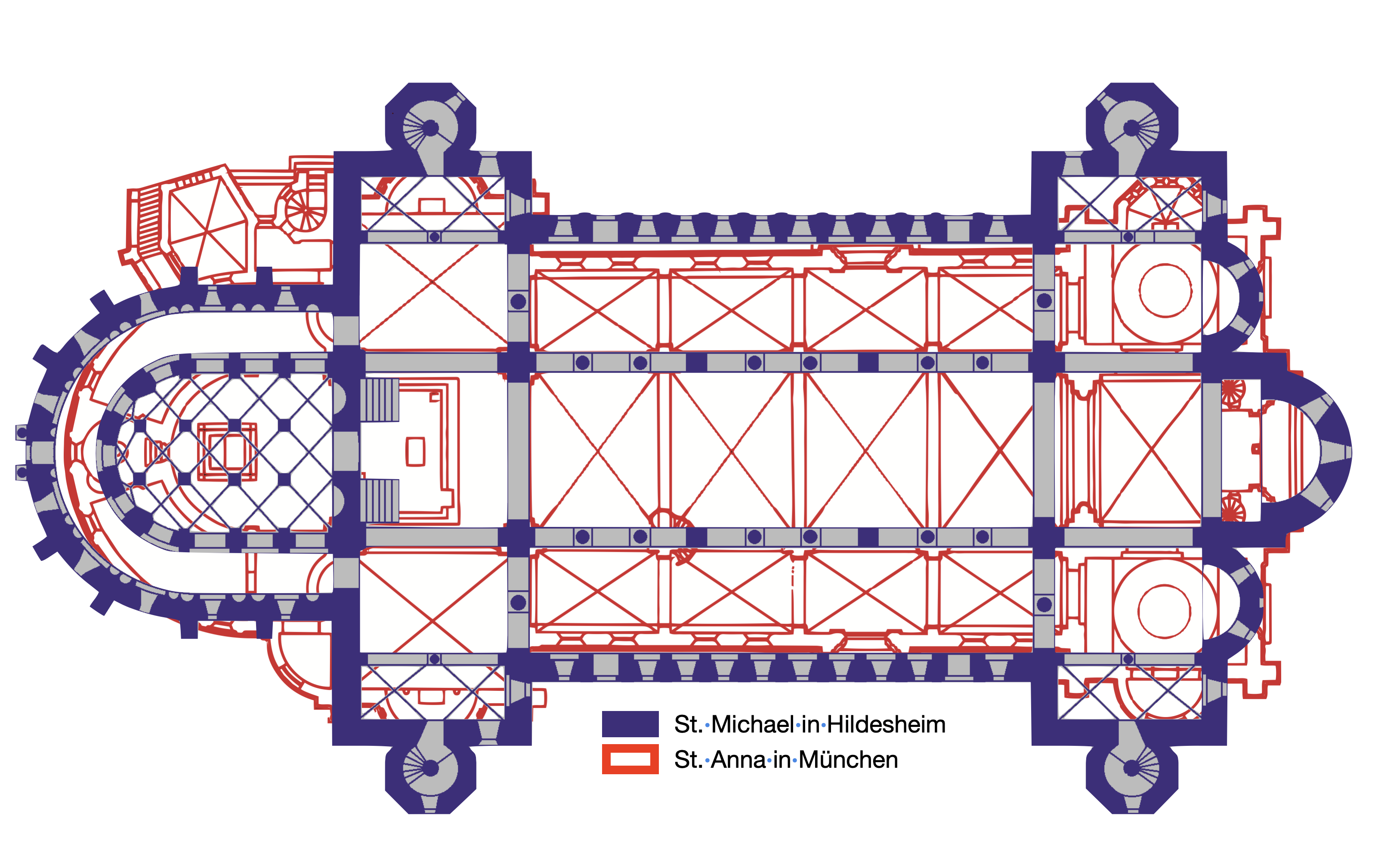
Vergleich der Grundrisse von St. Michael in Hildesheim (violett und grau) und St. Anna in München (rot)

Der Grundriss der Pfarrkirche zeigt eine dreischiffige, kreuzgratgewölbte Pfeilerbasilika, die ein Querhaus und eine quadratische Vierung besitzt. Das Langhaus hat vier Joche. Im Osten befindet sich eine um ein Joch verlängerte Apsis, an der sich konzentrisch umlaufende Nebenräume befinden. Das Querhaus nimmt vier apsidenförmige Seitenaltäre auf. Das Westwerk wirkt von außen wie ein großer mächtiger Turm, der ein eigenes Querhaus besitzt. Im Inneren ist jedoch erkennbar, dass das Westwerk aus zwei Seitenkapellen und dem Turmgeschoss besteht. Von außen wirkt die Pfarrkirche wie ein Gebäudekomplex ineinander verschachtelter, kontrastierender Baukörper, der häufig aber als harmonischer empfunden wird als der Baukörper der Evangelisch-Lutherischen Pfarrkirche St. Lukas.
Um mit der damals noch vorhandenen Doppelturmfassade der Klosterkirche St. Anna im Lehel, die im Rundbogenstil errichtet wurde, zu korrespondieren, wählte Gabriel von Seidl eine Einturmlösung. Der Turm erhielt eine zweigeschossige Portal-Ädikula. Sie wird von einer überlebensgroßen Reiterstatue Christi bekrönt, der in seiner Rechten einen Ölzweig, in seiner Linken einen Bogen hält. Das gilt als ikonographische Seltenheit.

## Ausstattung

### Bedeutende Werke

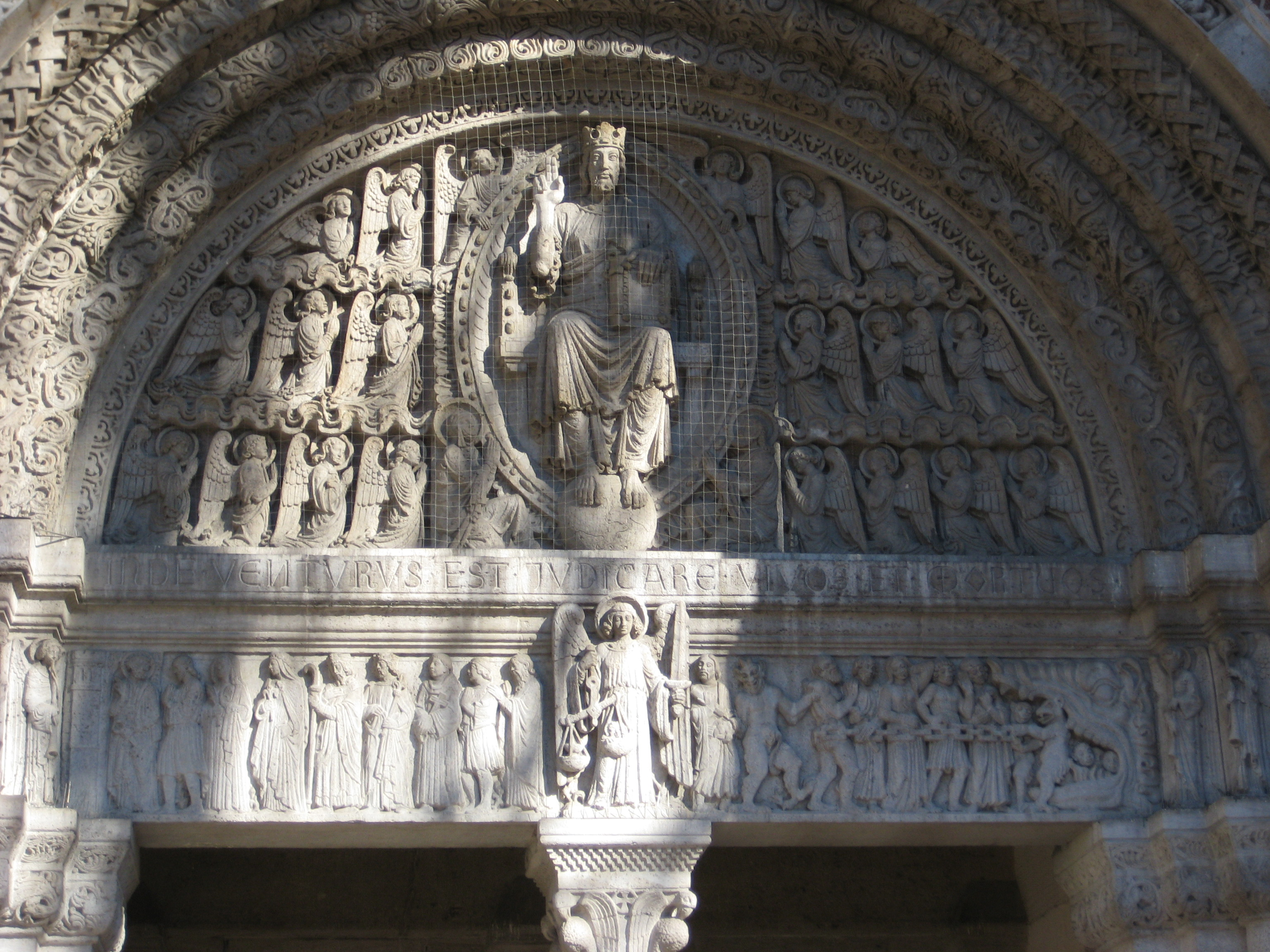
Das Weltgericht: Tympanon-Relief über dem Westportal von Anton Pruska

- Apsisfresko (Rudolf von Seitz, 1898)
- Wandgemälde „Hochzeit von Kana“ und „Kommunion der Apostel“ links und rechts der Apsis von Carl Johann Becker-Gundahl,  1907/1908
- Seitenaltäre (Gabriel von Seidl, 1912)
- Kreuzwegstationen (Martin von Feuerstein, 1898)
- Reiterstatue Christi (Westwerk) (Ferdinand von Miller, 1910)
- Das Weltgericht. Tympanon-Relief mit Skulpturen (Westwerk) (Anton Pruska, 1892)

### Orgel

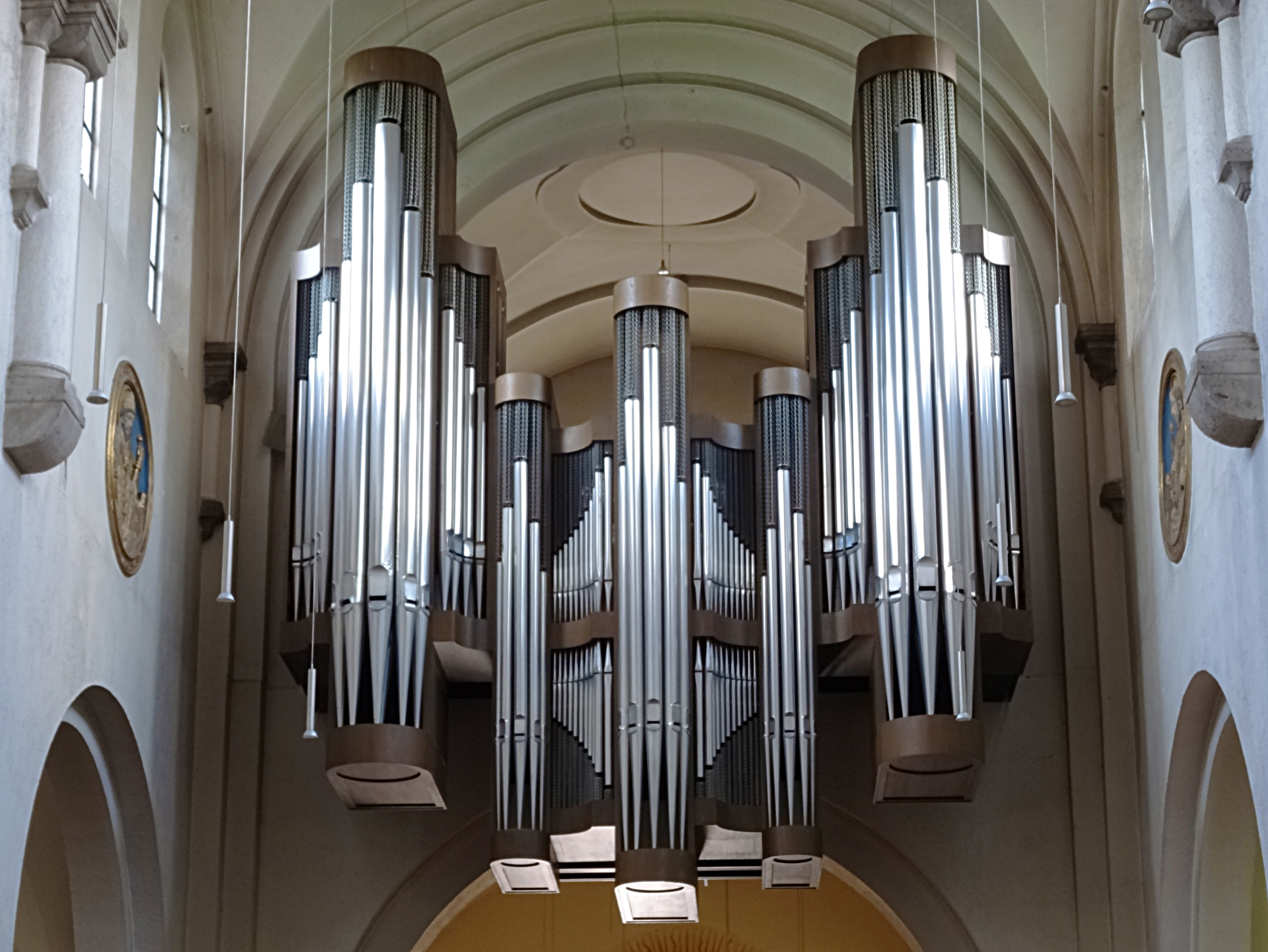
Prospekt der Klais-Orgel

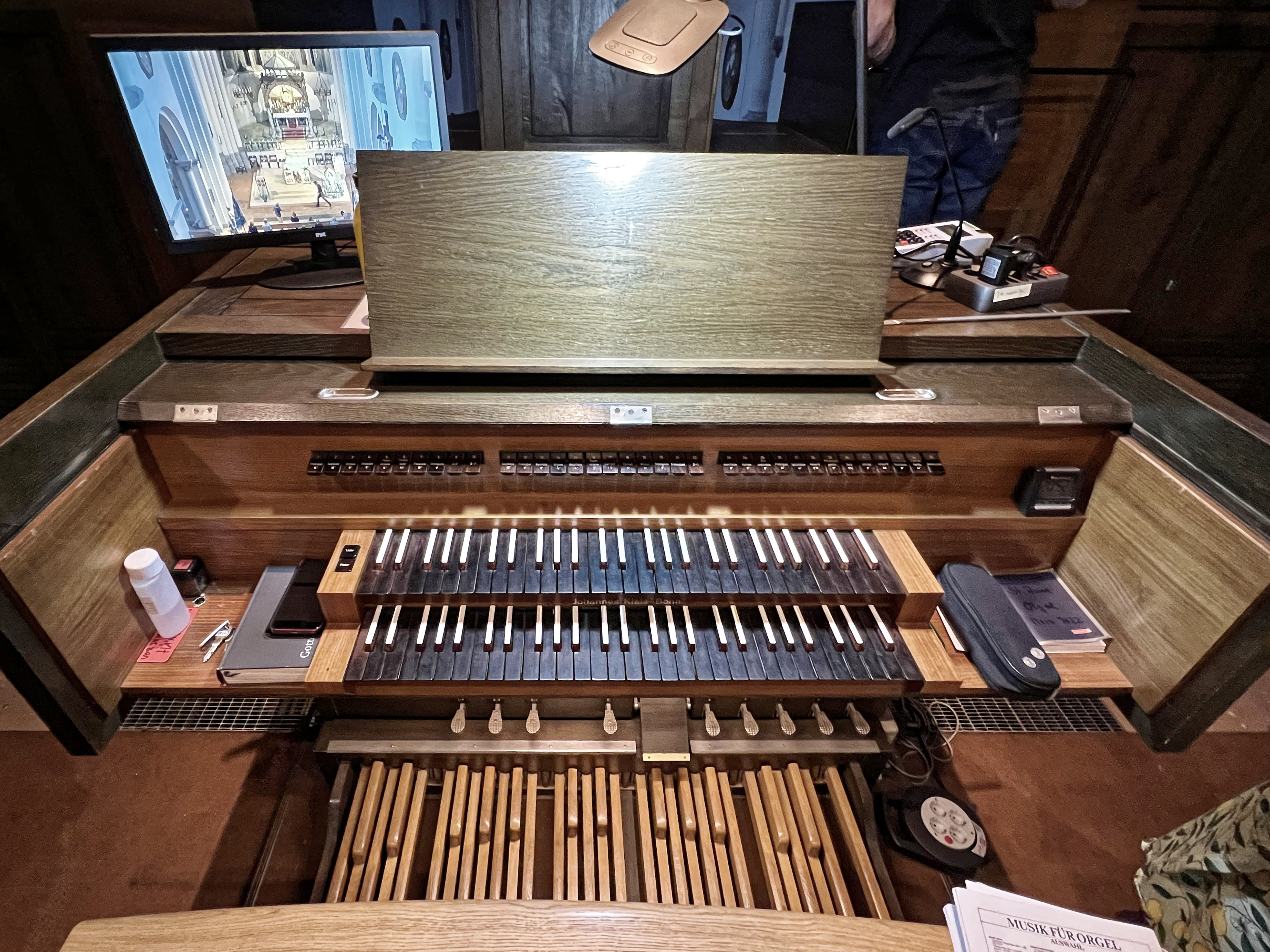
Spieltisch

Die erste Orgel der Kirche erbaute 1893 Franz Borgias Maerz. Sie umfasste 30 Register auf zwei Manualen und Pedal. Das Instrument wurde 1952 durch ein dreimanualiges Werk der Münchner Firma Moser ersetzt, welches in seinem Hauptteil auf der Westempore stand (zwei Teilwerke und das Pedal), während das dritte Manual auf zwei Schwalbennester im nördlichen und südlichen Querschiff als Fernwerk aufgeteilt war.
Die heutige Orgel wurde 1980 von Orgelbau Klais gebaut, welche über 30 Register auf zwei Manualen und Pedal verfügt. Die Disposition lautet wie folgt:
| I Hauptwerk C–g3 |                 |        |
| 01.              | Quintade        | 16′    |
| 02.              | Principal       | 08′    |
| 03.              | Bourdon         | 08′    |
| 04.              | Octave          | 04′    |
| 05.              | Holzflöte       | 04′    |
| 06.              | Superoctave     | 02′    |
| 07.              | Larigot         | 01 ⁄3′ |
| 08.              | Cornet V (ab a) | 08′    |
| 09.              | Mixtur V        | 01 ⁄3′ |
| 10.              | Trompete        | 08′    |
|                  | Tremulant       |        |

| II Schwellwerk C–g3 |                      |        |
| 11.                 | Rohrflöte            | 8′     |
| 12.                 | Gamba                | 8′     |
| 13.                 | Vox Coelestis (ab c) | 8′     |
| 14.                 | Principal            | 4′     |
| 15.                 | Spitzflöte           | 4′     |
| 16.                 | Nasard               | 2 ⁄3′  |
| 17.                 | Schweizerpfeife      | 2′     |
| 18.                 | Terz                 | 1 3⁄5′ |
| 19.                 | Sifflet              | 1′     |
| 20.                 | Scharff IV           | 2⁄3′   |
| 21.                 | Cromorne-Hautbois    | 8′     |
| 22.                 | Clairon Harmonique 0 | 4′     |
|                     | Tremulant            |        |

| Pedal C–f1 |                 |        |
| 23.        | Principal       | 16′    |
| 24.        | Subbaß          | 16′    |
| 25.        | Octave          | 08′    |
| 26.        | Gedackt         | 08′    |
| 27.        | Tenoroctave     | 04′    |
| 28.        | Hintersatz IV 0 | 02 ⁄3′ |
| 29.        | Posaune         | 16′    |
| 30.        | Trompete        | 08′    |

- Koppeln: II/I, I/P, II/P
- Spielhilfen: 5 Setzerkombinationen

### Glocken

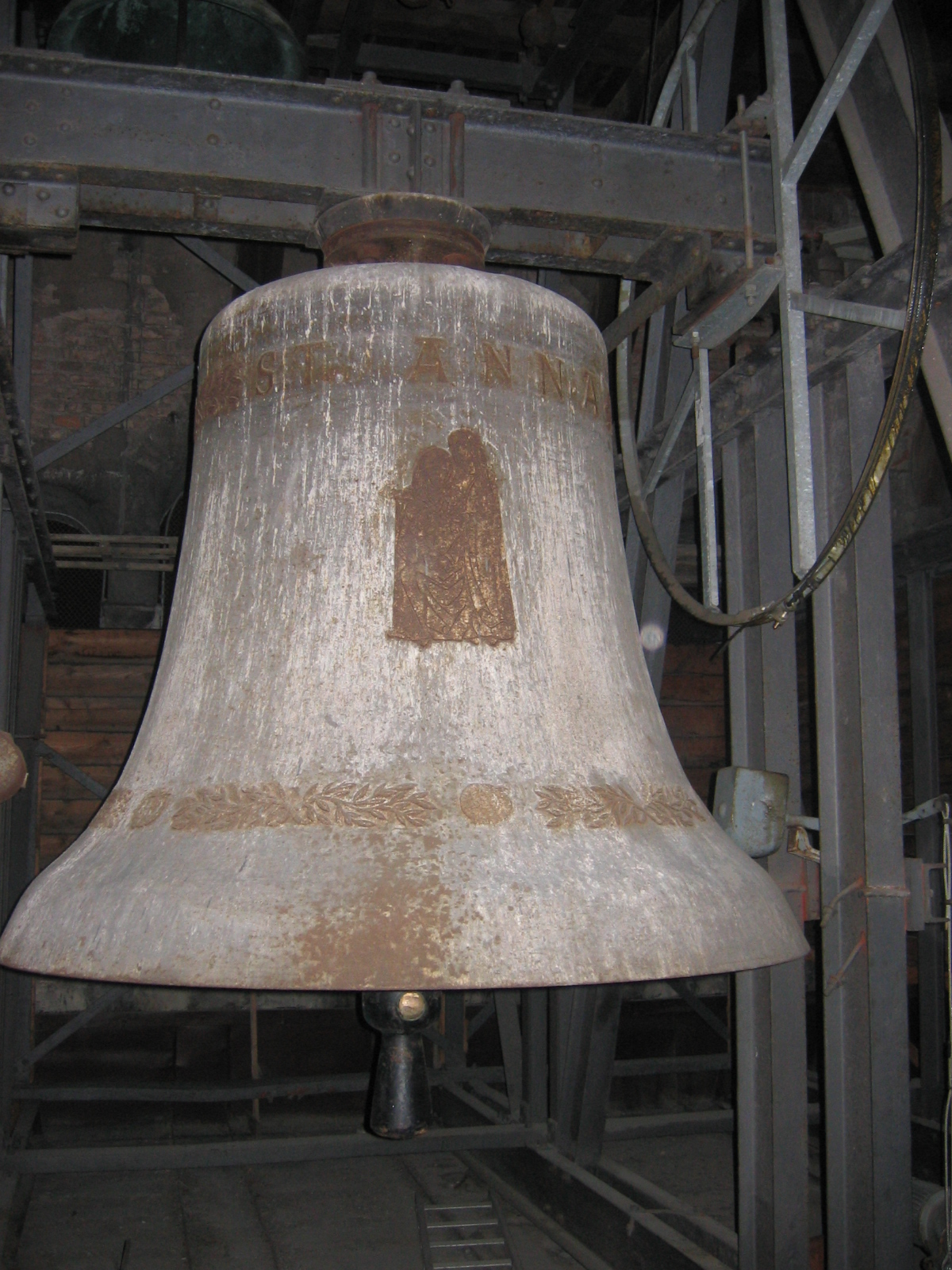
Die große Annenglocke läutet nur an den höchsten Feiertagen. Sie trägt eine für Bochumer Gussstahlglocken ihrer Zeit aufwendige Zier.

Im Jahre 1892 goss Ulrich Kortler aus München-Neuhausen ein achtstimmiges Großgeläute in den Schlagtönen as0, c1, es1, f1, g1, as1, b1 und c2 mit einem Gesamtgewicht von 9.619 kg, von dem die größte Glocke allein 3.958 kg wog.
Die beiden Weltkriege ließen das Geläut auf zwei Glocken schrumpfen; die noch zum Teil im Glockenstuhl hängenden Gusseisenjoche zeugen von den vor den Weltkriegen vorhandenen Glocken.
1950 goss der Bochumer Verein die beiden großen Gussstahlglocken Anna und Maria hinzu.
| Glocke | Name         | Gussjahr | Gießer          | Durchmesser | Gewicht | Schlagton |
| ------ | ------------ | -------- | --------------- | ----------- | ------- | --------- |
| 1      | Anna         | 1950     | Bochumer Verein | 1900 mm     | 2580 kg | B°        |
| 2      | Maria        | 1950     | Bochumer Verein | 1600 mm     | 1570 kg | des′      |
| 3      | Antonius     | 1892     | Ulrich Kortler  |             | 1284 kg | es′       |
| 4      |              | 1892     | Ulrich Kortler  |             | 565 kg  | g′        |
| 5      | Sterbeglocke | 1853     | Ignaz Bauer     |             |         | a′        |